# Бритва Генлона
Бритва Генлона (англ. Hanlon's Razor) — принцип, який дозволяє припустити відсутність злого наміру (презумпцію) у вчинках інших і причинах негативних подій, а також твердження про ймовірну роль людської помилки як причини неприємної події:

Ніколи не вбачайте злого наміру в тому, що цілком можна пояснити дурістю.Оригінальний текст (англ.)
«Never attribute to malice that which can be adequately explained by stupidity»

Використання слова «ніколи» (never) вказує на те, що «Бритва Генлона», по суті, не що інше як парафраз презумпції невинуватості.

## Походження і подібні фрази
За словами Йосипа Біглера, цитату вперше використав Роберт Дж. Генлон зі Скрентона, штат Пенсильванія як епіграф до збірки різних жартів, пов'язаних із законом Мерфі, що була опублікована в 1980 році під назвою «Друга книга Законів Мерфі, або Ще більше причин, через які справи йдуть погано». Епіграф був придуманий за аналогією до «Бритви Оккама».
Аналогічний вислів зустрічається в оповіданні Роберта Гайнлайна «Логіка імперії» (1941 р.): «Ви намагаєтеся пояснити зловмисністю те, що є результатом звичайної дурості». Цей вислів був виділений в окрему цитату в 1995 році (за п'ять років до того, як Біглер приписав авторство Роберту Дж. Генлону). По суті, «Бритва Генлона» є спотвореною «Бритвою Гайнлайна». Визначення «Бритви Гайнлайна» відтоді звучить як «Ніколи не приписуй зловмисності тому, що цілком пояснюється дурістю, та не виключай зловмисності».
Схожий вислів часто приписують Наполеону Бонапарту: «Ніколи не приписуй зловмисності тому, що цілком пояснюється некомпетентністю».
Ще одне подібне за змістом твердження є у Ґете в романі «Страждання юного Вертера» (1774): «…непорозуміння і недбалість створюють більше плутанини в цьому світі, ніж хитрість і злість. У будь-якому разі останні два, безумовно, трапляються значно рідше».
«Теорія плутанини» («все пропало») (англ. Cock-up theory) — поширеніша її лаконічна версія в британському варіанті англійської мови, озвучена Бернардом Інгамом у формі — «плутанина, а не змова» (англ. Cock-up before conspiracy):

Багато журналістів дуже ласі на теорію / впадають у теорію змови уряду. Я вас запевняю, що їхні матеріали виходили б куди більш достовірними, якби вони твердо дотримувалися теорії, що уряд «облажався». Оригінальний текст (англ.)
Many journalists have fallen for the conspiracy theory of government. I do assure you that they would produce more accurate work if they adhered to the cock-up theory.